# III. třída okresu Bruntál
III. třída okresu Bruntál (též zvaná jako Okresní soutěž – okres Bruntál) je 9. nejvyšší fotbalovou soutěží v republice.

## Vítězové

### III. třída okresu Bruntál skupina A
| Ročník  | Vítězný tým                 |
| ------- | --------------------------- |
| 2004/05 | TJ Granitol Moravský Beroun |
| 2005/06 | FK Nové Heřminovy           |
| 2006/07 | FK Avízo Město Albrechtice  |
| 2007/08 | SK Zátor                    |
| 2008/09 | TJ Sokol Lichnov            |
| 2009/10 | FK Nové Heřminovy           |
| 2010/11 | TJ Kovohutě Břidličná „B“   |
| 2011/12 | Soutěž se nehrála.          |
| 2012/13 | TJ Sokol Lichnov            |
| 2013/14 | TJ Tatran Holčovice         |
| 2014/15 | TJ ČSSS Vysoká              |
| 2015/16 | TJ Sokol Třemešná           |
| 2016/17 | FK Nové Heřminovy           |
| 2017/18 | TJ Sokol Brantice           |
| 2018/19 |                             |

### III. třída okresu Bruntál skupina B
| Ročník  | Vítězný tým                  |
| ------- | ---------------------------- |
| 2004/05 | Soutěž se nehrála.           |
| 2005/06 | TJ FC Kovárna Malá Morávka   |
| 2006/07 | SK Staré Město „B“           |
| 2007/08 | TJ FC Kovárna Malá Morávka   |
| 2008/09 | Soutěž se nehrála.           |
| 2009/10 | Soutěž se nehrála.           |
| 2010/11 | Soutěž se nehrála.           |
| 2011/12 | Soutěž se nehrála.           |
| 2012/13 | SK Zátor                     |
| 2013/14 | TJ Svobodné Heřmanice        |
| 2014/15 | SK Jiskra Rýmařov „B“        |
| 2015/16 | TJ Statní Statek Široká Niva |
| 2016/17 | AK Velká Štáhle              |
| 2017/18 | SK Zátor                     |
| 2018/19 |                              |